# Altica pretiosa
Altica pretiosa är en skalbaggsart som beskrevs av Schaeffer 1932. Altica pretiosa ingår i släktet Altica och familjen bladbaggar. Inga underarter finns listade i Catalogue of Life.